# Toda Erika
Erika Toda (tiếng Nhật: 戸田 恵梨香, Toda Erika, sinh ngày 17 tháng 8 năm 1988) là một nữ diễn viên người Nhật Bản.

## Sự nghiệp
Erika Toda Sinh ra tại Hyogo Nhật Bản, ngay từ khi còn học tiểu học cô đã bắt đầu tham gia nhiều hoạt động nghệ thuật cho đến khi tốt nghiệp trung học ở Kansai.
Năm 15 tuổi, Toda Erika bắt đầu gia nhập vào giới giải trí với tư cách người mẫu ảnh. Vào tháng 6 năm 2006, bộ phim điện ảnh đầu tiên do cô đóng Death Note công chiếu, bộ phim đạt được thành công lớn về doanh thu, với vai diễn Misa trong phim cô đã tạo nên dấu ấn mạnh mẽ trong lòng khán giả, đây cũng là một trong những vai diễn để đời trong sự nghiệp của cô. Dù thành công công của Death Note live-action vượt biên giới Nhật Bản lan tỏa ra các nước khác, nhưng sự biến hóa của dàn diễn viên trẻ vấp phải không ít ý kiến chiều. Từ đó về sau, Toda Erika "nên duyên" với hàng loạt vai lớn, có thể kể tới như Kanzaki Nao trong live-action đình đám Liar Game, nữ cảnh sát quyến rũ Kimoto Mami trong Boss, hay vai nữ cảnh sát thiên tài Toma Saya trong bom tấn chuyển thể SPEC...,Không chỉ tham gia vào các chế tác lớn, Toda Erika còn thu về kha khá giải thưởng lớn nhỏ trong sự nghiệp diễn xuất.

## Đời tư
Vào ngày 10 tháng 12 năm 2020 Erika Toda tuyên bố kết hôn với nam diễn viên Matsuzaka Tori.

## Phim

### Phim truyền hình
- Audrey (NHK, 2000), Takino Yoshioka
- Division 1 (Fuji TV, 2004), Sae Imai
- Engine (Fuji TV, 2005), Harumi Hida
- Calling You (2005)
- Zutto Ai Takatta (Fuji TV, 2005)
- Nobuta wo Produce (NTV, 2005), Mariko Uehara
- The Queen's Classroom Special Part 1 (NTV, 2006), Ai Ikeuchi
- Gal Circle (NTV, 2006), Saki
- Kiseki no Dōbutsuen: Asahiyama Dōbutsuen Monogatari (Fuji TV, 2006), Sawako Izumi
- Mō Hitotsu no Sugar & Spice (Fuji TV, 2006), Minami Inoue
- Tatta Hitotsu no Koi (NTV, 2006), Yūko Motomiya
- Tsubasa no Oreta Tenshitachi 2 Sakura (Fuji TV, 2007), Haruka Saitō
- Kiseki no Dōbutsuen 2007: Asahiyama Dōbutsuen Monogatari (Fuji TV, 2007), Sawako Izumi
- Hana Yori Dango 2 (TBS, 2007), Umi Nakajima
- Liar Game (Fuji TV, 2007), Kanzaki Nao
- Ushi ni Negai o: Love & Farm (Fuji TV, 2007), Kazumi Chiba
- Yukinojo Henge (NHK, 2008), Namiji
- Kiseki no Dōbutsuen 2008: Asahiyama Dōbutsuen Monogatari (Fuji TV, 2008), Sawako Izumi
- Code Blue (Fuji TV, 2008), Mihoko Hiyama
- Arigato, Okan (KTV, 2008)
- Ryūsei no Kizuna (TBS, 2008), Shizuna Ariake
- Code Blue Shinshun SP (Fuji TV, 2009), Mihoko Hiyama
- Boss (Fuji TV, 2009), Mami Kimoto
- Liar Game: Season 2 (Fuji TV, 2009), Kanzaki Nao
- Kiseki no Dōbutsuen 2010: Asahiyama Dōbutsuen Monogatari (Fuji TV, 2010), Sawako Izumi
- Code Blue 2 (Fuji TV, 2010), Mihoko Hiyama
- Unubore Keiji (TBS, 2010), Yūko Hashiba & Yuri Akishima
- Keizoku 2: SPEC (TBS, 2010), Tōma Saya
- Taisetsu na Koto wa Subete Kimi ga Oshiete Kureta (Fuji TV, 2011), Uemura Natsumi
- Boss 2 (Fuji TV, 2011), Mami Kimoto
- Kagi no Kakatta Heya (Fuji TV, 2012), Aoto Junko
- SPEC: Zero SP (TBS, 2013), Tōma Saya
- Summer Nude (Fuji TV, 2013), Hanao Taniyama
- Hana no Kusari (Fuji TV, 2013), Satsuki Takano
- Umi no Ue no Shinryōjo (Fuji TV, 2013), Hikaru Hatori
- Mitani Kōki Daikūkou 2013 (Wowow, 2013), Yuriko Kurashina
- Yokokuhan: The Pain (Wowow, 2015), Erika Yoshino
- Risk no Kamisama (Fuji TV, 2015), Kaori Kamikari
- Kono Machi no Inochi ni (Wowow, 2016), Aki Hataeda
- Reverse (TBS, 2017), Mihoko Ochi
- Code Blue 3 (Fuji TV, 2017), Mihoko Hiyama
- Gakeppuchi Hotel (NTV, 2018), Sakurai Sana
- Scarlet (NHK, 2019–20)
- Police in a Pod (NTV, 2021), Seiko Fuji

### Phim điện ảnh
- Death Note (2006) as Misa Amane
- Death Note 2: The Last Name (2006) as Misa Amane
- Tengoku wa Matte Kureru (2007) as Minako Ueno
- Ten Nights of Dream (2007) as Mikiko Yagi
- Arthur and the Minimoys (2007) as The Princess Selenia
- Uni Senbei (2007) as Haduki Matsushita
- L: Change the World (2008) as Misa Amane (Cameo Appearance)
- Tea Fight (2008) as Mikiko
- Koikyokusei (2009) as Kashiwagi Natsuki
- Goemon (2009) as Tayū Yūgiri
- Amalfi: Megami No 50-Byou (2009) as Kanae Adachi
- Shizumanu Taiyo (2009) as Junko Onchi
- Ōarai ni mo Hoshi wa Furu Nari (2009) as Eriko
- Liar Game: The Final Stage (2010) as Nao Kanzaki
- Hankyū Densha (2011) as Misa
- Andalucia: Revenge of the Goddess (2011) as Kanae Adachi
- Dog×Police (2011) as Natsuki Mizuno
- SPEC: Ten (2012) as Tōma Saya
- SPEC: Close (2013) as Tōma Saya
- April Fools (2015) as Ayumi Nitta
- Kakekomi (2015) as Jogo
- Yokokuhan (2015) as Erika Yoshino
- The Emperor in August (2015) as Reiko (special appearance)
- Death Note: Light Up the New World (2016) as Misa Amane
- Blade of the Immortal (2017) as Makie Otono-Tachibanau
- The Day's Organ (2019)
- Almost a Miracle (2019) as Aoi Yoshitaka
- The First Supper (2019)

## Giải thưởng
- 16th Nikkan Sports Drama Grand Prix (Thường niên): Nữ diễn viên phụ xuất sắc nhất - Kagi no Kakatta Hey
- 73rd Television Drama Academy Awards: Nữ diễn viên phụ xuất sắc nhất - Kagi no Kakatta Heya
- 16th Nikkan Sports Drama Grand Prix: Nữ diễn viên phụ xuất sắc nhất - Kagi no Kakatta Heya
- 67th Television Drama Academy Awards: Nữ diễn viên chính xuất sắc nhất - Keizoku 2: SPEC
- 13th Nikkan Sports Drama Grand Prix: Nữ diễn viên chính xuất sắc nhất - Liar Game 2
- 2009 Elan D'or Award: Người mới của năm
- 2nd Tokyo Drama Awards: Nữ diễn viên phụ xuất sắc nhất - Ryusei no Kizuna
- 59th Television Drama Academy Awards: Nữ diễn viên phụ xuất sắc nhất - Ryusei no Kizuna
- 12th Nikkan Sports Drama Grand Prix: Nữ diễn viên phụ xuất sắc nhất - Ryusei no Kizuna